# 甘智健
甘智健（Kam Chi Kin，2004年3月6日—），生於香港，香港足球運動員，司職中堅，現時效力香港超級聯賽球會傑志。

## 球員生涯
2022年9月23日，傑志與甘智健簽下職業球員合約。

## 外部連結
- 香港足球總會網頁球員註冊資料